# Allactaga
Allactaga es un género de roedores miomorfos de la familia Dipodidae. Contiene varias especies de jerbos.  

## Características
Son roedores saltadores del desierto y regiones semiaridas. Poseen orejas, cola y pies largos. Todos los miembros del género tienen cinco dedos, excepto una especie, el jerbo de cuatro dedos (Allactaga tetradactyla) del norte de África. Los miembros de este género pueden saltar distancias superiores a un metro.
Son animales de hábitos nocturnos y ojos de tamaño relativamente grande. Su dieta varía entre las especies; algunas son casi exclusivamente herbívoros y otros son insectívoros.  Ejemplares en cautiverio han sobrevivido más de cuatro años.

## Especies
Género Allactaga
- incertae sedis
  - Allactaga toussi
- Subgénero Allactaga
  - Allactaga elater
  - Allactaga firouzi
  - Allactaga hotsoni
  - Allactaga major
  - Allactaga severtzovi
  - Allactaga vinogradovi
- Subgénero Orientallactaga
  - Allactaga balikunica
  - Allactaga bullata
  - Allactaga sibirica
- Subgénero Paralactaga
  - Allactaga euphratica
  - Allactaga williamsi
- Subgénero Scarturus
  - Allactaga tetradactyla